# Barringerite
La barringerite è un minerale descritto nel 1969 in seguito al suo ritrovamento in una pallasite ritrovata nei pressi del vulcano di Ollagüe nella provincia di Nor Lípez nel dipartimento di Potosí in Bolivia ed approvata dall'International Mineralogical Association nel 1970. Il nome è stato attribuito in onore del geologo statunitense Daniel Moreau Barringer. Chimicamente è un fosfuro di ferro e nichel.

## Morfologia
La barringtonite è stata trovata sotto forma di bande larghe 10-15µm e lunghe alcune centinaia di µm composte da grani di circa un micrometro.

## Origine e giacitura
La barringtonite si è formata nella meteorite a base di ferro e nichel nella zona di contatto fra la schreibersite e la troilite.